# Bitka kod Hadrianopola 324.
Bitka kod Hadrijanpola se odigrala 324. u Trakiji između snaga pod rimskih snaga pod (zapadnim) carem Konstantinom na jednoj, te rimskih snaga pod njegovim bivšim (istočnim) suvladarom Licinijem na drugoj strani. Bitka je predstavljala kulminaciju Konstantinovih nastojanja da potpuno ukine dotadašnji sistem tetrarhije, odnosno da postane jedini rimski car, a u čemu je samo djelomično uspio prilikom sukoba s Licinijem sedam godina ranije. Konstantin je prilikom pohoda na Sarmate i Gote sa svojom vojskom prešao na Licinijeve teritorije te time isprovocirao Licinija da mu 324. objavi rat. Vojske su se suočile na rijeci Marici koju je nakon višednevnog izbjegavanja Konstantin, koristeći trik, krišom prešao te razbio Licinijevu vojsku, nanijevši joj velike gubitke. Licinije je bio prisiljen povući se prema Bizantu, a kasnije je nakon poraza kod Helesponta i Hrizopolisa prisiljen prepustiti svu vlast nad Carstvom Konstantinu.